# Oribella adelaidae
Oribella adelaidae är en kvalsterart som beskrevs av Golosova och Karppinen 1985. Oribella adelaidae ingår i släktet Oribella och familjen Oribellidae. Inga underarter finns listade i Catalogue of Life.